# Placa de Okinawa

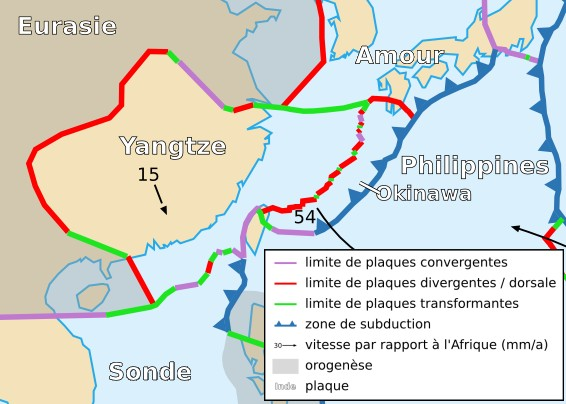
Mapa de la placa de Okinawa y placas vecinas (en francés)

La placa de Okinawa es una placa tectónica en el oriente de Asia. Incorpara la isla de Okinawa, el resto de las RyuKyu, parte del noreste de Taiwán, el extremo sur de Kyushu e islas vecinas. En su límite sureste es subducida por la placa Filipina (formando la fosa de RyuKyu) y en el norte hay un pequeño borde divergente con la placa de Amur. Hacia el oeste es delimitada por un límite divergente con la placa Yangtsé (formando la fosa de Okinawa).